# ناثانيل ماكي
ناثانيل ماكي (بالإنجليزية: Nathaniel Mackey)‏ (25 أكتوبر 1947، ميامي في الولايات المتحدة)؛ روائي أمريكي.

## الجوائز
- زمالة غوغنهايم

## روابط خارجية
- ناثانيل ماكي على موقع ميوزك برينز (الإنجليزية)